# 防ぎうる死

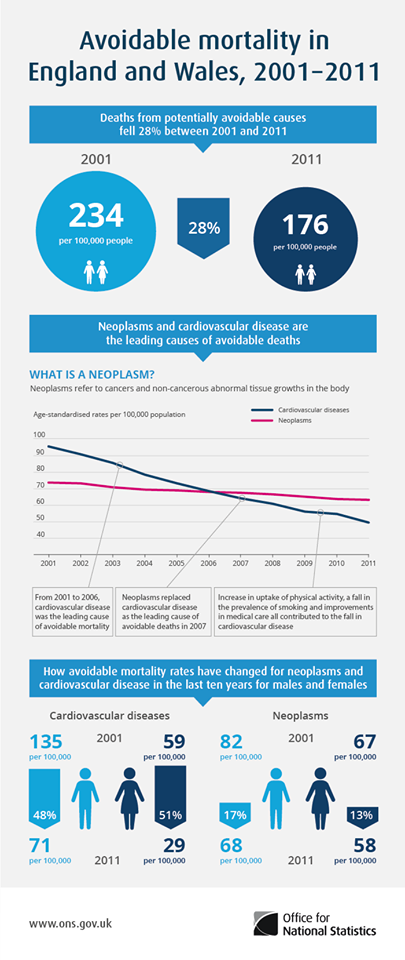
英国イングランド、ウェールズにおいては、すべての死亡のおよそ24%は予防可能な要因によるものだったと推定されている。その上位は、男性では虚血性心疾患、女性では肺がんであった。

世界保健機関(WHO)はこれまでヒトの死因を分類してきたが、そのいくつかは防ぎえたリスクファクター（危険因子）によるものであり、それにはタバコの喫煙や、不健康な食生活、性的行動、無謀運転などが含まれる。またこれらは別の疾病も増加させる。これは公衆衛生上の概念では防ぎうる死（ふせぎうるし）、プレベンタブル・デス（Preventable Deaths）、アボイダブル・デス（avoidable deaths）などと呼ばれている。
また救急医学においては防ぎえた外傷死（Preventable Trauma Death）と呼ばれ、これはTRISS（Trauma and Injury Severity Score）法によって判断される。TRISS法においてはPsが0.25以下を防ぎえない死（non-preventable death, NP）、0.25～0.5を恐らく防ぎうる死（possible preventable death, PP）、0.5以上を確実に防ぎうる死（definitely preventable death, DP）と算出している。

## 世界
世界においては1日当たり、おおよそ15万人が死を迎えるが、そのうち2/3は高齢による加齢関連が死因である。先進国になるとその割合は高く、90%ほどが加齢関連である。

### 2001年
2001年において防ぎえる死は、DCPN（米国疾病管理協会） および世界保健機関(WHO)によれば以下であった。
| 死因                         | 年間死亡者数（百万人） |
| ---------------------------- | ---------------------- |
| 高血圧                       | 7.8                    |
| 喫煙                         | 5.4                    |
| 栄養失調                     | 3.8                    |
| 性感染症                     | 3.0                    |
| 栄養不良（不健康な食生活）   | 2.8                    |
| 太り過ぎ、肥満               | 2.5                    |
| 運動不足                     | 2.0                    |
| アルコール乱用               | 1.9                    |
| 固形燃料による室内の空気汚染 | 1.8                    |
| 安全でない水と、不衛生衛生   | 1.6                    |

2001年には、1日当たり平均で29,000人の子供が防ぎえる原因で死亡している。

## 米国
米国における年間死者数は以下の通り。
| 原因                                             | 年間死者           | 割合(%) | ノート                                             |
| ------------------------------------------------ | ------------------ | ------- | -------------------------------------------------- |
| 喫煙                                             | 435,000            | 18.1%   |                                                    |
| 病院における、防ぎえた医療過誤                   | 210,000 to 448,000 | 23.1%   |                                                    |
| 太りすぎ、肥満                                   | 111,900            | 4.6%    |                                                    |
| アルコール乱用                                   | 85,000             | 3.5%    |                                                    |
| 感染症                                           | 75,000             | 3.1%    |                                                    |
| 有毒物質への暴露（毒素、粒子状物質、ラドンなど） | 55,000             | 2.3%    |                                                    |
| 交通事故                                         | 43,000             | 1.8%    |                                                    |
| 防ぎえた大腸がん                                 | 41,400             | 1.7%    |                                                    |
| 銃器による死                                     | 31,940             | 1.3%    | 自殺：19,766人。殺人：11,101。事故852。不明：822。 |
| 性感染症                                         | 20,000             | 0.8%    |                                                    |
| 薬物乱用                                         | 17,000             | 0.7%    |                                                    |